# أنتوني ديبالما
أنتوني ديبالما (بالإنجليزية: Anthony DePalma)‏ هو صحفي أمريكي، ولد في 16 يونيو 1952.